# Epidesma lamia
Epidesma lamia là một loài bướm đêm thuộc phân họ Arctiinae, họ Erebidae.